# Вулиця Михайла Паращука (Тернопіль)

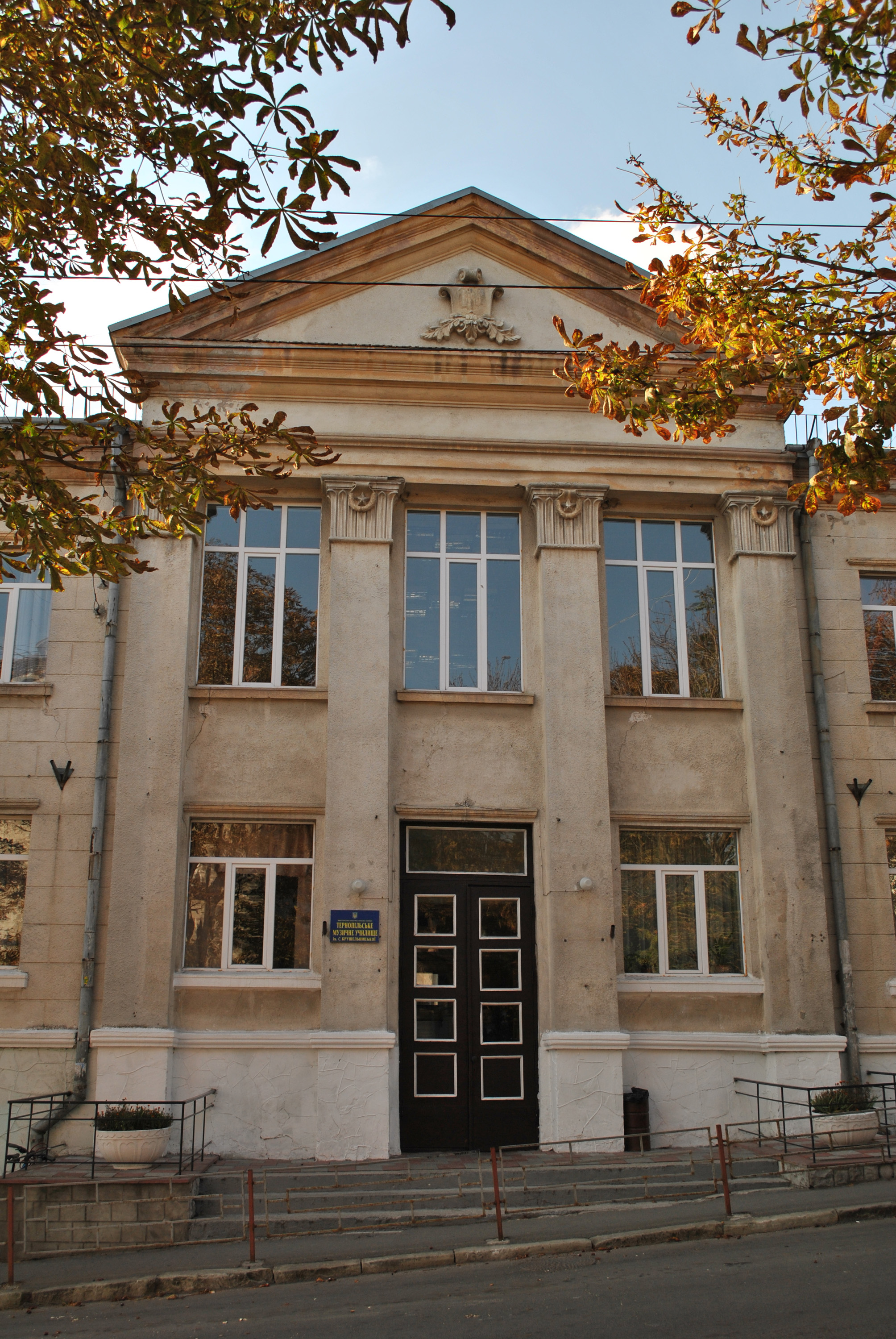
Фасад музучилища

Вулиця Михайла Паращука — одна з вулиць міста Тернополя, розташована в історичній частині міста. Названа на честь відомого українського архітектора, скульптора, громадського діяча Михайла Паращука. Пролягає майже паралельно до вулиці Маркіяна Шашкевича.

## Відомості
Розпочинається від вулиці Руської (між будинками № 8 та № 10), пролягає в напрямку до вулиці Торговиця, на перетині з якою закінчується.

## Установи, організації
- Тернопільський дошкільний навчальний заклад №10 (вул. Михайла Паращука, 1[2])
- Тернопільське обласне державне музичне училище імені Соломії Крушельницької (вул. Михайла Паращука, 4[3])